# Incydent Dai Hong Dan
Incydent „Dai Hong Dan” – zdarzenie, które miało miejsce 29 października 2007 roku, kiedy północnokoreański statek towarowy MV „Dai Hong Dan” (kor. 대홍단호) został zaatakowany i tymczasowo przejęty przez somalijskich piratów na Oceanie Indyjskim u wybrzeży Somalii. Następnego dnia pojmana załoga statku podniosła bunt i pokonała piratów przy wsparciu marynarki wojennej USA.

## Przejęcie
Grupa somalijskich piratów weszła na pokład i przejęła północnokoreański statek towarowy „Dai Hong Dan”, zwodowany w Ch’ŏngjinie w 1978 roku. Według północnokoreańskich źródeł statek rozładował ładunek w stolicy Somalii, gdy siedmiu uzbrojonych piratów przebranych za strażników weszło na pokład statku, biorąc do niewoli 22 marynarzy w sterówce i maszynowni. Następnie zmusili załogę do wypłynięcia w morze, ok. 110 km na północny wschód od Mogadiszu i zażądali okupu w wysokości 15 000 USD.

## Bunt
Następnego dnia, odpowiadając na sygnał SOS, niszczyciel rakietowy USS „James E. Williams” zbliżył się do statku i wysłał śmigłowiec SH-60B oraz zespół VBSS (Visit, Board, Search, and Seizure) w celu zabezpieczenia miejsca zdarzenia. Tymczasem północnokoreańscy marynarze podnieśli bunt i zaatakowali swoich porywaczy, przejmując broń części z nich. Następnie załoga szturmowała mostek i pomieszczenia maszynowni, zabijając jednego pirata. Intensywna strzelanina między marynarzami a piratami zakończyła się zwycięstwem Koreańczyków.
Ostatecznie dwóch piratów zginęło w walce, a pozostałych pięciu zostało schwytanych (w tym trzech rannych). Sześciu rannym koreańskim marynarzom amerykańscy wojskowi udzielili pomocy medycznej.

## Następstwa
Koreańska Centralna Agencja Prasowa wydała bezprecedensowe pozytywne oświadczenie, wyrażając wdzięczność Stanom Zjednoczonym za pomoc oraz podkreślając udaną współpracę USA i Korei Północnej podczas incydentu.